# Alta musica

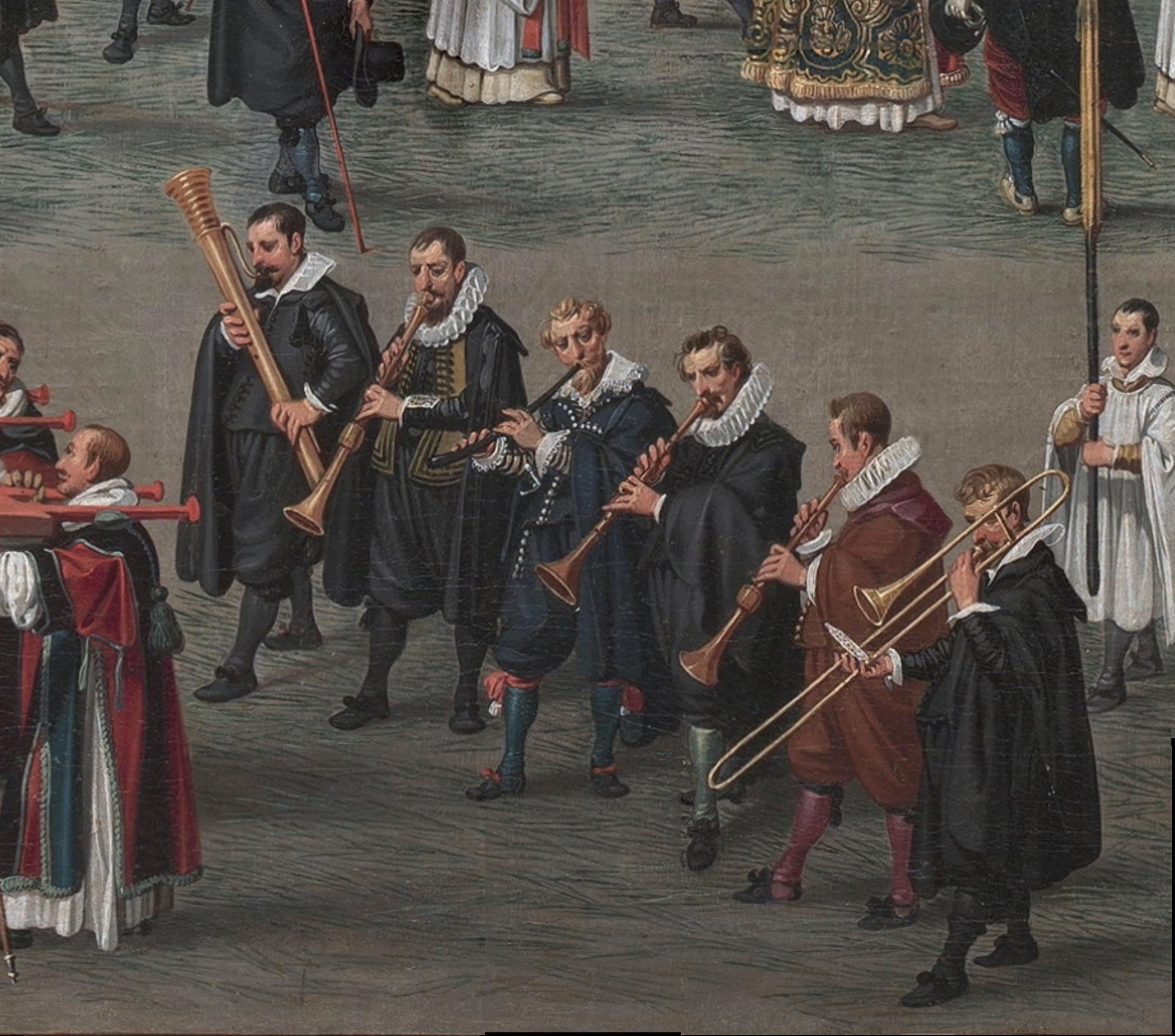
Flämische Musiker im 17. Jahrhundert

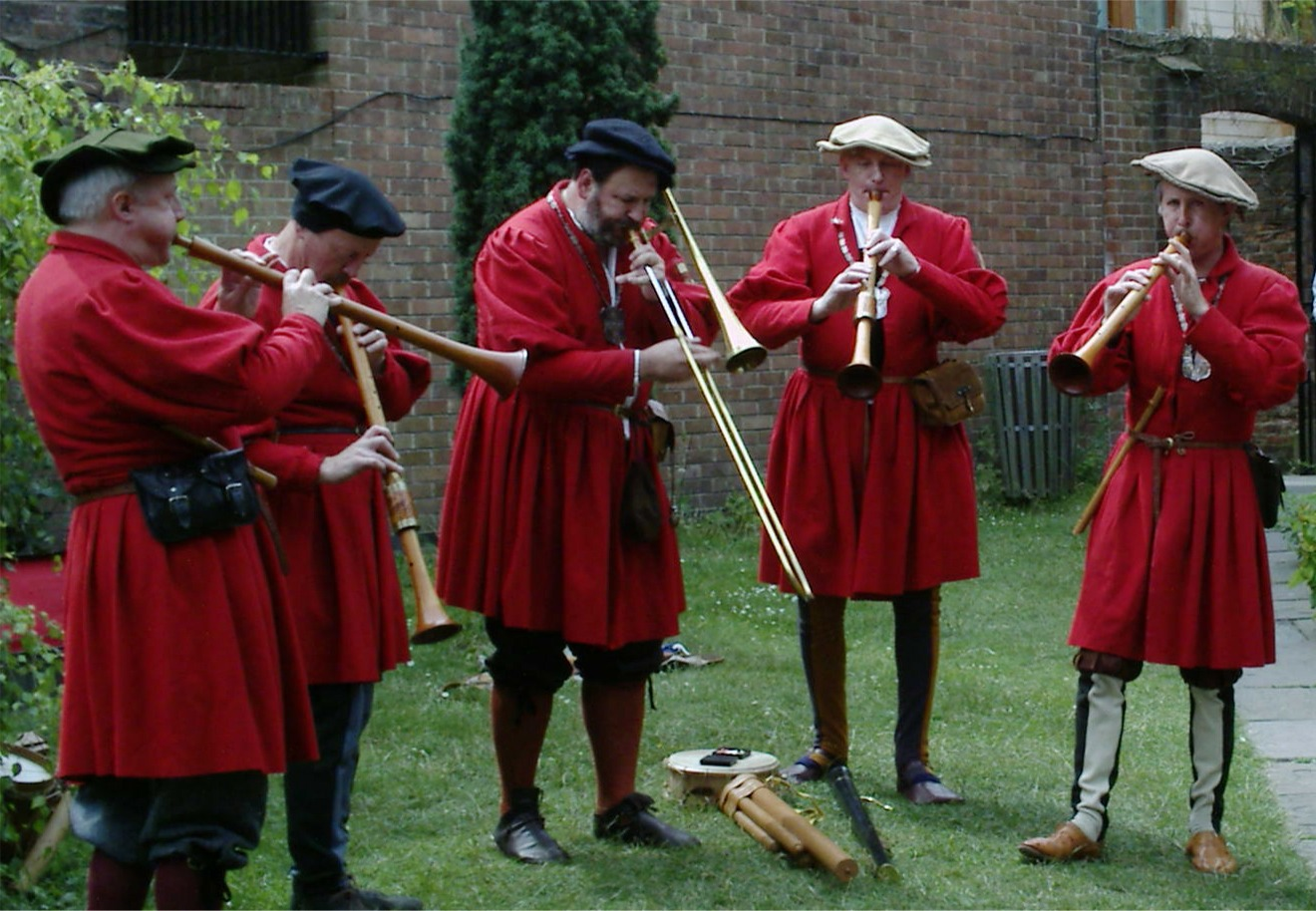
Moderne alta capella

Als alta musica (auch Bläser-Alta, alta capella, kurz alta, lateinisch für „laute, helle Musik“) bezeichnet man Bläserensembles des 15. Jahrhunderts, die aus instruments hauts, also „starken Instrumenten“ bestanden und zur Tanz-, Turnier-, Mummenschanz- und Freiluftmusik, aber auch im Kirchenraum und bei höfischen Festen verwendet wurde. Im weiteren Sinne wird der Begriff auch für vergleichbare Besetzungen des 14. und 16. Jahrhunderts gebraucht.
Alta (musica) wurde um 1484 vom Musiktheoretiker Johannes Tinctoris als „das Zusammenwirken von Schalmei, Dulzian, Trombone und Zugtrompete“ bezeichnet. Heinrich Besseler führte den Begriff 1949 allgemein ein.
Typische Instrumente der alta waren Schalmeien, Pommern, Trompeten, Hörner, Sackpfeifen und Businen, aber auch Schlaginstrumente wie Trommeln und Becken. Im Gegensatz dazu setzte man die instruments bas („stille Instrumente“) vorzugsweise in geschlossenen Räumen vor kleineren Hörerkreisen, auch bei Mysterienspielen ein. Dazu gehörten beispielsweise Querflöten, Blockflöten, Krummhörner oder Saiteninstrumente wie Lauten, Harfen, Psalterien oder Fideln.